# Эстман, Нан Ингер
Нан Ингер Ивосдоттер Эстман, урождённая Окерхольм (швед. Nan Inger Iwosdotter Östman; 22 января 1923, Стокгольм — 8 апреля 2015) — шведская писательница, автор книг для детей и юношества. 	Лауреат премии Астрид Линдгрен (1987). 

## Биография и творчество
Неннан Ингер Окерхольм родилась в 1923 году в Стокгольме. Её родителями были Иво и Вендела Окерхольм. Мать Ингер называла её «Неннан», что впоследствии сократилось до «Нан». Окончив школу для девочек, Нан Ингер поступила в Стокгольмскую высшую школу (ныне университет), где изучала психологию и иностранные языки. Впоследствии она работала в Svenska Dagbladet и Morgon-Tidningen и вышла замуж за журналиста Петера Эстмана. Позднее он переквалифицировался в учителя и работал в школах в разных городах Швеции; тем же занималась и Нан Ингер. У супругов родились четыре дочери.
Литературное творчество Нан Ингер Эстман делится на три периода. В 1953 и в 1954 году она написала, совместно с мужем, два детективных романа, опубликованных под псевдонимом Петер Ингер. Затем, с 1954 по 1994 год, она издавала, под именем Нан Ингер, книги для детей и подростков (в общей сложности 39). И, наконец, в 1999 и в 2003 годах вышли два её романа для взрослых, под именем Нан Эстман. Разноплановые произведения писательницы объединяет ироничный тон повествования, склонность к юмору и сатире и отсутствие сентиментальности.
В первую очередь Нан Ингер Эстман известна как автор книг для девочек, а также книг о лошадях. Верховая езда в то время вошла в моду у девочек в Швеции, а писательница хорошо ориентировалась в теме, поскольку с детства занималась этим видом спорта. Ещё одна характерная черта её книг — частые отсылки к английской культуре и литературе: сама Нан Ингер провела некоторое время в Кембридже, и Англия была ей близка. Произведения Эстман пользовались большой популярностью, и на протяжении многих лет она была автором, чьи книги чаще всего брали в шведских библиотеках. В 1987 году писательница получила Премию Астрид Линдгрен.
Нан Ингер Эстман умерла в 2015 году в возрасте 92 лет.